# Австралоидная раса

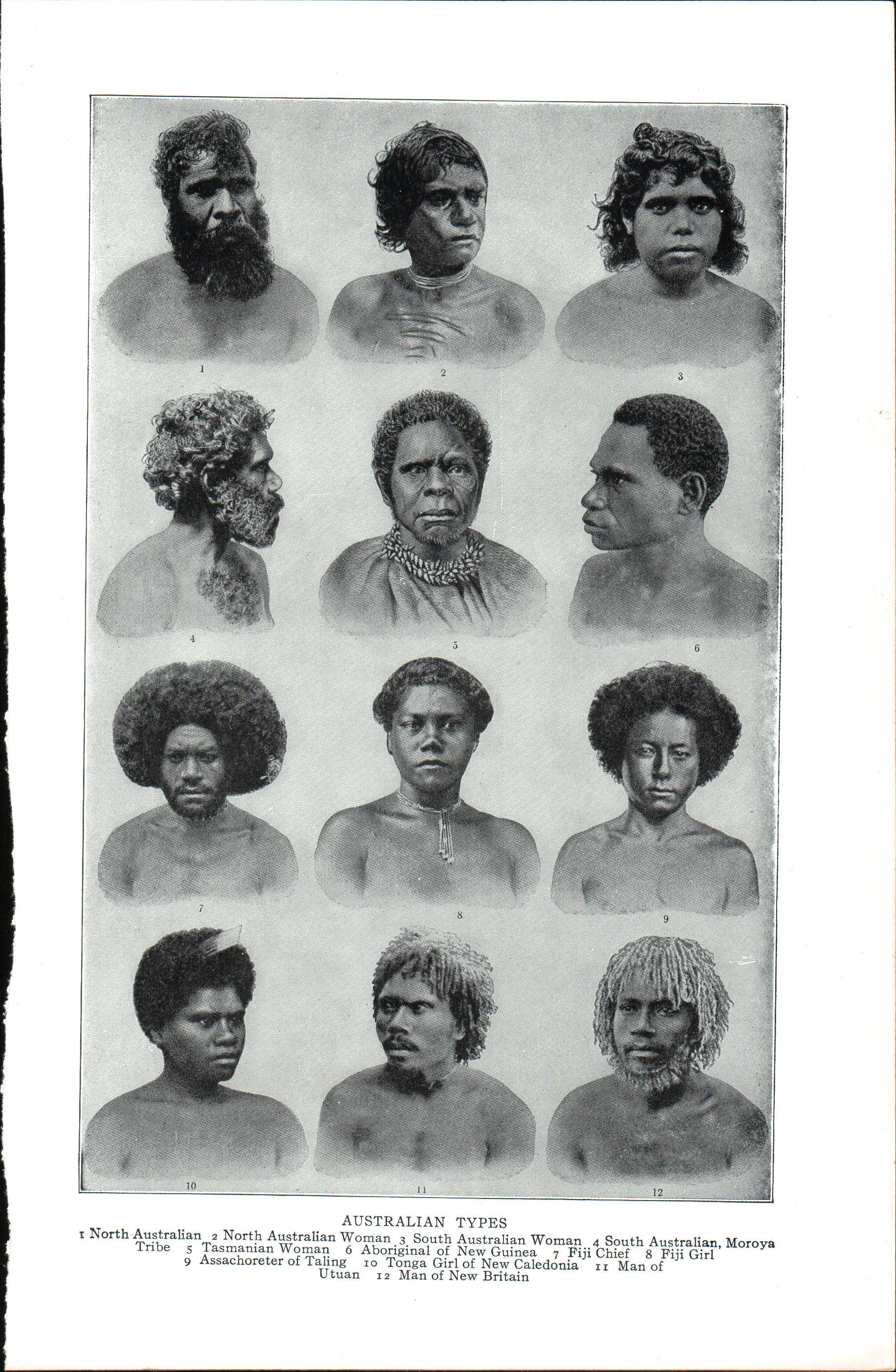
Австралийские типы из издания The New Student’s Reference Work 1914 года

Австрало́идная ра́са (также малая австралоидная раса, австралийская раса, австралоиды) — одна из человеческих рас. Распространена на континенте Австралия. Входит вместе с веддоидной расой в состав большой австралоидной или веддо-австралоидной расы. В традиционных популяционно-генетических классификациях включается в австралоидную расовую ветвь вместе с веддоидной, меланезийской и другими восточноэкваториальными локальными расами. Представители классического типа австралоидной расы — австралийские аборигены. Австралоидный субстрат представлен также в некоторых популяциях Южной и Юго-Восточной Азии, а также Западной Океании. Вероятнее всего, областью формирования австралоидов и веддоидов была восточная часть тропического пояса Старого Света — от Индостана до Индокитая и Малайского архипелага. Заселение Австралии с указанной территории происходило в палеолите. Согласно теории Джозефа Бенджамина Бердселла и Нормана Барнетта Тиндейла, первыми Австралию заселили меланезоиды, следом за ними на материк как минимум двумя волнами переселились австралоиды, что послужило одной из причин формирования у аборигенов нескольких антропологических типов.

## Классификация
Одной из важных сфер изучения австралийской расы является установление её происхождения. С вопросом происхождения непосредственно связан вопрос установления родства с другими человеческими расами и, соответственно, вопрос о месте популяций австралийских аборигенов в расовой классификации. Чаще всего австралийскую расу объединяют с веддоидной. Основанием этому служит значительное морфологическое сходство представителей этих рас и относительная географическая близость австралоидного и веддоидного ареалов. Большинство исследователей рассматривают австралийскую и веддоидную расы как две ветви единого расового ствола. Также часто сближается с малой австралоидной расой меланезийская раса, ареал которой непосредственно соседствует с Австралией. В качестве доказательства такой близости приводятся не только признаки внешнего сходства, но и данные одонтологических и дерматоглифических исследований, в которых рассматриваются неадаптивные антропологические признаки. Предположения о единстве австралоидов и меланезоидов подтверждаются также некоторыми генетическими исследованиями. Причём ближе к австралийским аборигенам, согласно данным этих исследований, стоят папуасы, нежели собственно меланезийцы. С другой стороны, некоторые расчёты генетиков не допускают общих предков австралоидов и меланезоидов, показывая при этом генетическое сходство австралоидов с населением Индии, а папуасов — с монголоидами. Внешне сходны австралоиды не только с меланезоидами, но и с африканскими негроидами. Схожие признаки этих рас были причиной широко распространённой в прошлом гипотезы о происхождении австралийских аборигенов от общих предков с негроидным населением Африки. Обе расы сближаются по ряду адаптивных признаков (цвету кожи, ширине носа, толщине губ, пропорциям тела), вместе с тем, австралийцы заметно отличаются от африканцев, в том числе и внешне — волнистыми волосами, покатым лбом, развитым надбровным рельефом. Современные исследования, в том числе и генетические, опровергают точку зрения об единстве австралоидов и африканских негроидов — генетически негроидная раса противостоит не только австралоидной, но и всем остальным человеческим расам вместе взятым. Считается, что схожие внешние признаки австралоидов и негроидов могли возникнуть в результате конвергентного развития в похожих климатических условиях или могут быть частью некоего древнего состояния, присущего всем человеческим расам. Ещё одной расой, с которой предполагается родство австралийцев, является курильская, или айнская, раса. С австралийской расой айнов объединяют смуглая кожа, сильный рост усов и бороды, прогнатизм, массивность черепа, относительно широкий нос. Между тем, все эти признаки выражены у айнов намного слабее, чем у австралоидов, а краниологические показатели этих рас отличаются очень сильно. Кроме того, несмотря на частичное морфологическое сходство с австралоидами, генетически айны близки к монголоидам.
В классических расовых классификациях рассматриваются разнообразные варианты родства представителей австралийской расы. Так, например, В. В. Бунак включал австралийскую расу в древнеиндонезийскую ветвь южного расового ствола вместе с курильской, полинезийской и индонезийской расами. В пределах южного ствола древнеиндонезийская ветвь в классификации В. В. Бунака противопоставлена континентальной ветви с веддоидной и бадарийской расами. Г. Ф. Дебец объединял австралийскую и близкую ей веддоидную расу вместе с меланезийской, негритосской и тасманийской в одну расовую подветвь, которая, в свою очередь, вместе с курильской (айнской) и южноиндийской расами составляли океаническую ветвь большой негро-австралоидной расы. На формирование австралийской расы, согласно данной классификации, заметное влияние оказала меланезийская раса. В исследованиях Я. Я. Рогинского и М. Г. Левина австралийская малая раса включена в состав большой экваториальной (австрало-негроидной) расы вместе с бушменской (южноафриканской), негрильской (центральноафриканской), негрской, меланезийской и веддоидной (цейлоно-зондской) расами. В классификации В. П. Алексеева локальная австралийская раса вместе с андаманской, негритосской материковой, негритосской филиппинской, меланезийской, тасманийской, полинезийской и айнской (курильской) расами объединяется в австралоидную ветвь евро-африканского расового ствола.

## Признаки
Австралоидная (австралийская) малая раса характеризуется такими антропологическими признаками, как:
- тёмный цвет кожи (несколько более светлый в сравнении с цветом кожи африканских негроидов);
- тёмно-коричневый цвет радужки глаз; глаза глубоко посаженные, обычно с широким разрезом;
- тёмно-коричневая или чёрная пигментация волос (при этом в разных возрастных группах могут встречаться более светлые волосы — чаще у детей и молодых женщин); волосы, как правило, узковолнистые и широковолнистые (в некоторых локальных группах могут встречаться также курчавые волосы — в северо-восточных районах Австралии, в которых, вероятнее всего, происходила метисация австралийцев с меланезийцами или папуасами, а также на юго-востоке в штате Виктория, где, возможно, происходило смешение с тасманийцами);
- умеренное или иногда сильное развитие третичного волосяного покрова на лице и теле;
- очень массивный долихокранный череп с крупными челюстями;
- укороченная шея;
- очень широкий нос с почти плоским переносьем;
- высокая верхняя губа, средней величины или иногда утолщённые слизистые губ;
- наклонный лоб с сильно развитым надбровным рельефом;
- среднеширокое лицо;
- нередко встречающийся прогнатизм;
- очень крупные зубы (самые крупные по мировым показателям, особенно у аборигенов южноавстралийских популяций);
- длинные конечности;
- вытянутое грацильное телосложение;
- рост средний или выше среднего (в некоторых популяциях, в основном в северо-восточных районах Австралии, отмечается низкий рост).

К отличиям австралоидов от веддоидов относят: более тёмные оттенки кожи; сильнее развитый третичный волосяной покров; бо́льшие размеры головы и лица; бо́льшую массивность черепа; сильнее развитое надбровье; бо́льший прогнатизм; бо́льшую ширину носа и некоторые другие особенности.
По мнению ряда исследователей, некоторые антропологические признаки австралийских аборигенов можно рассматривать как архаичные. К таким архаичным признакам относят массивность черепа, одну из основных отличительных черт австралоидов. Массивность выражается прежде всего в сильно развитом надбровье, большой толщине костей свода, часто встречаемом саггитальном валике на лбу и в других показателях. Между тем массивность черепа для африканских предков аборигенов была нехарактерной — эта черта сложилась позднее, а потому не может быть рассмотрена в качестве протоморфного признака. Ещё одной особенностью австралоидов, которую относят к исходным, является сравнительно небольшой объём черепа. Этот признак также является вторичным, поскольку сформировался сравнительно недавно, не ранее голоцена.
Для генома австралийских аборигенов характерно наличие обнаруженной в сравнительно недавнее время примеси генов денисовского человека. Эта же примесь имеется в геноме многих других популяций Юго-Восточной Азии и Океании, но у представителей австралийской расы «денисовская» примесь максимальна среди всех изученных на настоящий момент групп людей этих регионов, бо́льшая даже, чем у папуасов Новой Гвинеи.

## Антропологические типы

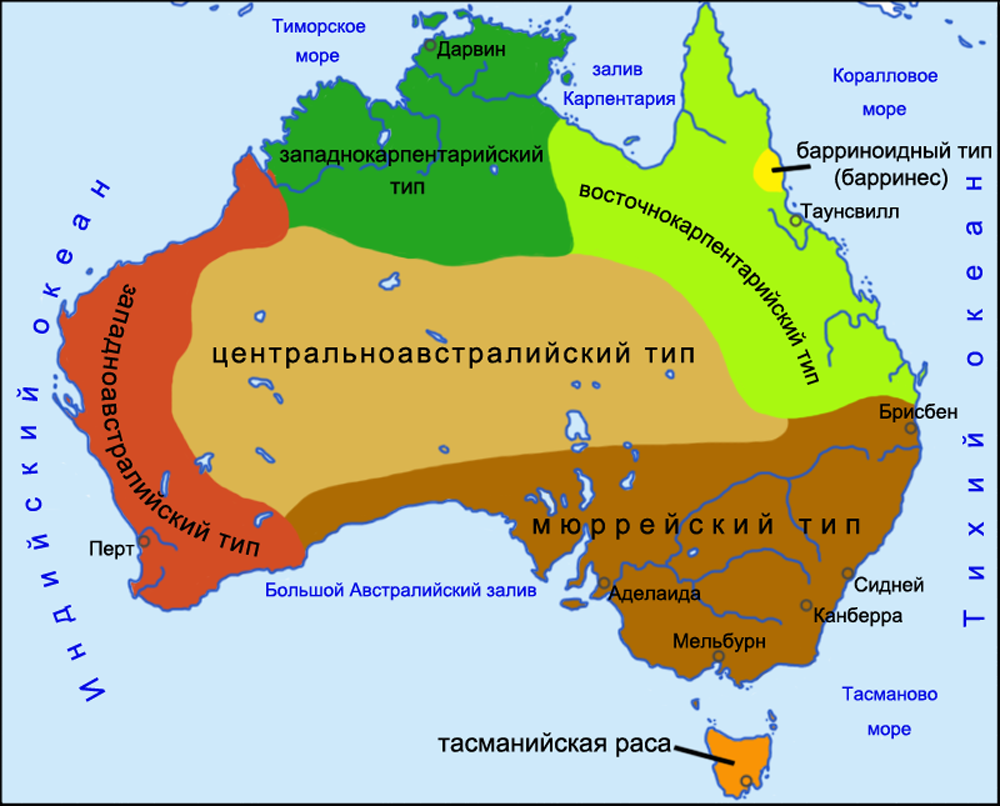
Территории распространения тасманийской расы и антропологических типов австралоидной расы до прихода в Австралию европейцев (границы между австралоидными типами не являются такими чёткими, как указаны на карте — они образуют плавные широкие переходные зоны от одного типа к другому; на основе данных из лекции С. В. Дробышевского на Youtube «Восточноафриканская раса, восточные экваториалы»)

Одной из ранних попыток выявить антропологические варианты в ареале австралийской расы было исследование антрополога Дж М. Моранта (1927), который выделил аборигенов Арнемленда, противопоставив их всем остальным австралийским аборигенам. В дальнейшем были предприняты несколько попыток описания вариаций австралийских антропологических типов, наиболее известной из которых является классификация, предложенная Дж. Б. Бёрдселлом (1967). По мнению С. В. Дробышевского, на основании имеющихся сведений, в первую очередь, на основании работ Дж. Б. Бердселла, можно выделить от трёх до шести основных антропологических типов австралоидов:
1. Барриноидный тип (барринес), наиболее близкий меланезийскому, характерен для нескольких племён аборигенов, населяющих дождевые леса на севере Квинсленда — отличается очень тёмной кожей и тёмными глазами, наличием в основном курчавых волос, относительно слабым ростом волос на лице и теле, наименьшими наклоном лба и развитием надбровья в сравнении с остальными австралийскими аборигенами, очень низким ростом и другими особенностями.
2. Карпентарийский тип — распространён в Северной Австралии. Возможно, два его подтипа (один на полуострове Арнемленд, другой на полуострове Кейп-Йорк) являются самостоятельными антропологическими типами. Карпентарийцы в целом характеризуются самым тёмным цветом кожи в Австралии, сравнительно слабым развитием третичного волосяного покрова на лице и, особенно, на теле, самой короткой и узкой головой, самым сильным развитием надбровных дуг, самым продольно выпуклым носом, самым узким телосложением и самым высоким ростом (приближающимся к мировому максимуму). Арнемлендские аборигены при этом выделяются самыми большими значениями долихокрании, меньшими значениями длины и ширины головы, а также самым большим в Австралии ростом. Соответственно, кейп-йоркские аборигены менее долихокранны, характеризуются бо́льшими значениями ширины и длины головы, а также более низким ростом. Кроме этого, кейп-йоркские аборигены менее изолированы, чем арнемлендские, у них отмечаются признаки смешения с папуасами и аборигенами барриноидного и мюррейского типов[24].
3. Мюррейский тип — распространён среди аборигенов Южной Австралии с более светлым цветом кожи (иногда красно-коричневого оттенка) и более светлым цветом глаз, со слабоволнистыми волосами (исключение составляют курчавоволосые юго-восточные популяции), наиболее сильно развитым третичным волосяным покровом (рост усов и бороды близок к мировому максимуму), самой длинной и широкой головой в сравнении с остальными аборигенами, самыми крупными зубами, средним ростом и другими признаками. В пределах мюррейского типа также выделяются некоторые локальные подтипы. В частности, аборигены Нового Южного Уэльса выделяются схожестью с аборигенами центральных областей австралийского континента[25].
4. Возможно, отдельные антропологические типы образуют популяции аборигенов Центральный и Западной Австралии, но из-за недостаточности сведений существование этих типов остаётся пока предположением. В целом для аборигенов Центральной Австралии характерны узкое лицо, широкий нос, массивное телосложение и высокий рост (у некоторых племён отмечается самый высокий рост среди всех австралийских аборигенов), у детей и части молодых женщин отмечается светлый, иногда белокурый, цвет волос. У аборигенов Западной Австралии часто встречаются сильно развитый надбровный рельеф и очень низкое лицо и низкий нос.

Традиционно считается, что все австралийские аборигены являются потомками одной волны переселенцев. Вместе с тем существуют также не признаваемые большинством антропологов теории «дигибридного» и «тригибридного» заселения Австралии. Первая теория предполагает две волны миграции — переселение людей грацильного типа и последовавшее за ним переселение людей более массивного сложения. Вторая теория, так называемая тригибридная концепция заселения австралийского континента предполагает три волны миграции. Данная концепция, выдвинутая Дж. Б. Бердселлом и Н. Б. Тиндейлом, объясняет в числе прочего причину формирования нескольких антропологических вариантов австралийских аборигенов. Австралийцы барриноидного типа и тасманийцы предположительно являются реликтами первой волны переселенцев, представлявших собой меланезоидные темнокожие курчавоволосые низкорослые популяции. Вторая волна переселенцев, отдалённо схожих с айнами, дала начало мюррейскому антропологическому варианту с более светлой кожей и со слабоволнистыми волосами. Частично аборигены мюррейского типа вытеснили потомков первой волны, частично смешались с ними. Предков мюррейцев, в свою очередь, частично потеснили предки третьей, так называемой карпентарийской волны переселенцев. Мюррейский тип сохранился в основном в Южной Австралии и частично в западных и восточных районах континента, а карпентарийский тип, более темнокожий, волнистоволосый и высокорослый, стал доминировать на севере и в центральных районах Австралии. Условно указанные миграции происходили 40, 20 и 15 тысяч лет назад.